# Friesenjung
Friesenjung è una canzone del 2023 del rapper tedesco Ski Aggu, il rapper olandese Joost Klein e il comico tedesco Otto Waalkes, basata su una canzone di quest'ultimo del 1993.
La canzone ha raggiunto la prima posizione nelle classifiche tedesche e austriache, vincendo 4 dischi d'oro e 1 di platino.

## Storia e pubblicazione
Nel 1986 uscì la canzone di successo Englishman in New York dall'album ...Nothing Like the Sun di Sting, che parla di un uomo inglese (Quentin Crisp) che vive negli Stati Uniti.
Il messaggio della canzone ha portato alla creazione di varie parodie in giro per il mondo come Jamaican in New York di Shinehead e la parodia di Otto Waalkes; comico, personaggio televisivo e cantante frisone.
Pubblicata nel 1993 nell'album Das Allerbeste e scritta insieme a Bernd Eilert, Friesenjung parla in modo umoristico di un frisone (abitante di una regione tra Olanda e Germania), in parti traducendo il testo originale in tedesco, la canzone ebbe grande successo nella rispettiva regione.
Nel 2023 i rapper Ski Aggu e Joost Klein (anch'egli frisone) hanno campionato il ritornello di Otto per farne un remix in onore del suo 30º anniversario, iniziando a suonarlo sui social e dal vivo; i fan dei due artisti hanno iniziato a diffondere l'hashtag "Bitte Otto, bitte!" (Per favore Otto, per favore!), per convincerlo a dare ai due il permesso di pubblicare la canzone.
Otto Waalkes ha non solo dato il permesso ma ha anche partecipato al progetto come apparizione.
La canzone è stata prodotta da Tantu Beats e Vieze Aszbak, stretti collaboratori dei due rapper ed è stata pubblicata il 25 maggio 2023 con il relativo videoclip. È stata inserita nell'album Denk Mal Drüber Nach di Ski Aggu.
Poco dopo Vieze Aszbak ne ha pubblicato una versione più corta e remixata mentre DJ Klingelton ha fornito una versione "suoneria telefonica Nokia" ambi pubblicati in un EP.
Nel 2025 è stata inserita come bonus track nell'album di Joost Klein Unity.

## Brano
Il brano mantiene il significato dell'originale, concentrandosi sul legame tra Olanda e Germania, accomunate dalla regione della Frisia, ha un tempo di 161 BPM.
La parte iniziale, cantata da Joost Klein, parla della vita festosa di un frisone con riferimenti a birre tipiche come Heineken ma anche riferimenti dal genere Gabber come Crazy Frog o The Riddle di Nik Kershaw e Gigi d'Agostino.
Segue il ritornello, che è in realtà la voce di Otto Waalkes velocizzata e alzata che cita la sua stessa canzone, per poi essere seguita dalla parte di Ski Aggu che ironizza sul fatto che lui non sia frisone poiché di Berlino ma a seguito dell'amicizia con Joost si sente frisone, questa sezione della canzone è la più popolare sui social.
Alla fine i 3 si uniscono per terminare la canzone dove nominano varie città della Germania, seguito dal drop composto da Vieze Aszbak.

## Video musicale
Il video musicale è stato pubblicato il 2 giugno 2023 sull'account YouTube di Ski Aggu, è diviso in due parti:
Nella prima parte Aggu e Joost, insieme a varie persone vestite di rosso (collaboratori alla canzone) si divertono intorno a un trattore abbandonato in un grande pascolo, è visibile la bandiera della Frisia olandese nonché cameo di Martijn van Eijzeren, Appie Mussa e altri.
La scena si sposta sulle strade di Berlino, dove Aggu arriva in motocicletta e balla coi fan e con Otto per poi spostarsi in un club berlinese dove si divertono con molta gente.
A canzone conclusa si torna nel pascolo dove il proprietario caccia tutti e rimangono solo i due cantanti, che ricevono una chiamata dai genitori.
Il videoclip è stato girato in parte a Berlino e in parte a Leeuwarden e diretto interamente da Joost Klein, su YouTube conta quasi 30 milioni di visualizzazioni.

## Accoglienza
La canzone ha avuto un enorme successo nei paesi di lingua tedesca e frisone, arrivando prima in classifica in Germania e Austria (prima canzone degli artisti a farlo) per 48 settimane e settima in Svizzera, portando al successo l'album in cui è inserita che raggiunse anch'esso la prima posizione, ha anche rilanciato la settennale popolarità di Otto Waalkes. Anche sul web è diventata molto popolare principalmente grazie alla sua pubblicizzazione su internet.
A novembre 2023 la canzone ha vinto il premio 1 Live Krone e i 3 si sono esibiti a sorpresa durante la premiazione in una versione leggermente censurata, ha poi vinto 4 dischi d'oro in 4 paesi e 1 d'argento nonché premi individuali agli artisti.
Rimane la canzone più ascoltata di Joost Klein e Ski Aggu su siti come Spotify, per questo è stata esibita a vari loro concerti dove hanno solo esibito la loro rispettiva parte della canzone.
Otto Waalkes ha lodato la canzone dichiarando "Mi sento lusingato, d'altronde la parodia è la forma più sentita di adorazione".
| Paese                                                   | Posizione |
| ------------------------------------------------------- | --------- |
| Germania (Offizielle Deutsche Charts)                   | 1         |
| Austria (Ö3 Top 40)                                     | 1         |
| Svizzera (IFPI Schweiz)                                 | 7         |
| Lituania (Singlų Top 100)                               | 12        |
| Lettonia (Latvijas Izpildītāju un producentu apvienība) | 15        |
| Paesi Bassi (Nederlandse Top 40)                        | 18        |
| Stati Uniti (Billboard 200)                             | 115       |